# 차스키 차스키
차스키 차스키(Tsatsiki, Morsan Och Polisen)는 스웨덴에서 제작된 엘라 렘하겐 감독의 1999년 가족, 드라마 영화이다. 사무엘 하우스 등이 주연으로 출연하였고 앤 잉그바 등이 제작에 참여하였다.

## 출연

### 주연
- 사무엘 하우스
- 샘 케셀
- 알렉산드라 래파포트

### 조연
- 이사 잉스트롬
- 야콥 에릭손
- 마르쿠스 하셀보르그
- 마리아 하젤
- 조지 나카스
- 요나스 칼손
- 카스페르 린드스트롬

## 한국어 더빙 성우진(KBS, 2002년 5월 5일)
- 김정애 - 차스키 (사무엘 하우스)
- 함수정 - 엄마 (알렉산드라 래파포트)
- 김관진 - 요란 (야콥 에릭손)
- 성병숙 - 선생님 (민켄 포쉼)
- 성완경 - 아빠 (조지 나카스)
- 남궁윤 - 교장 (헨릭 홈버그)
- 송덕희 - 엘린 (마리아 보네비)
- 이승주 - 니를라스 (요나스 카를손)
- 구민선 - 페르 (샘 커셀)
- 전유정 - 사라 (마리아 하젤)
- 은영선 - 마리아 (이사 잉스트롬)